# Bad Friedrichshall
Bad Friedrichshall este un oraș din landul Baden-Württemberg, Germania.